# Отруйні земноводні

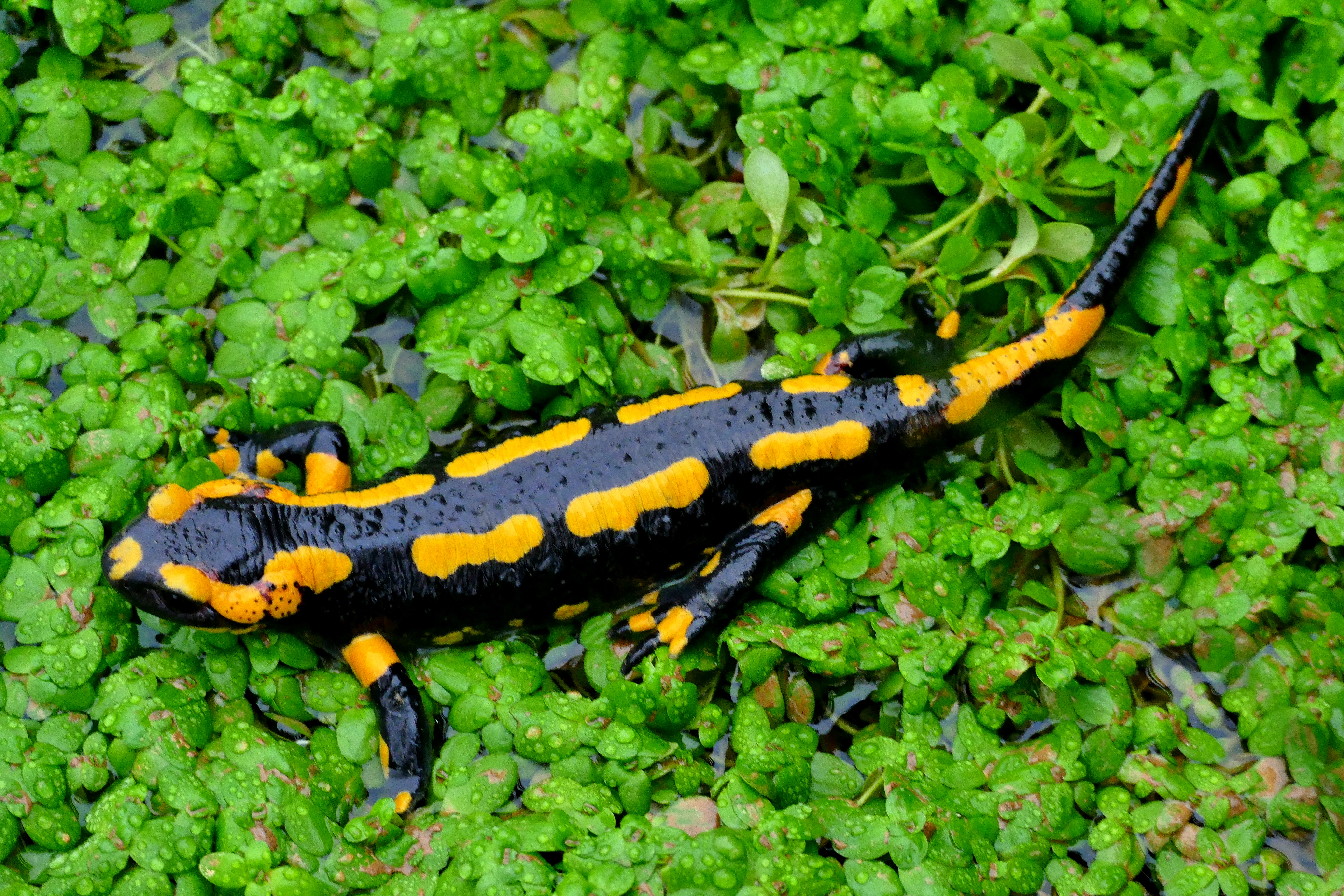
Саламандра вогняна

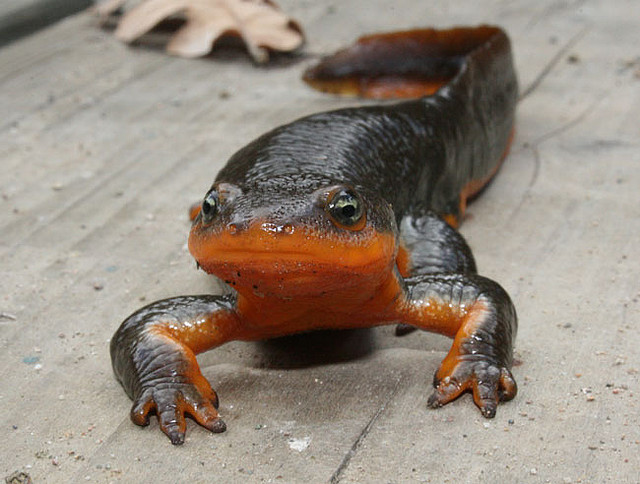
Тритон каліфорнійський

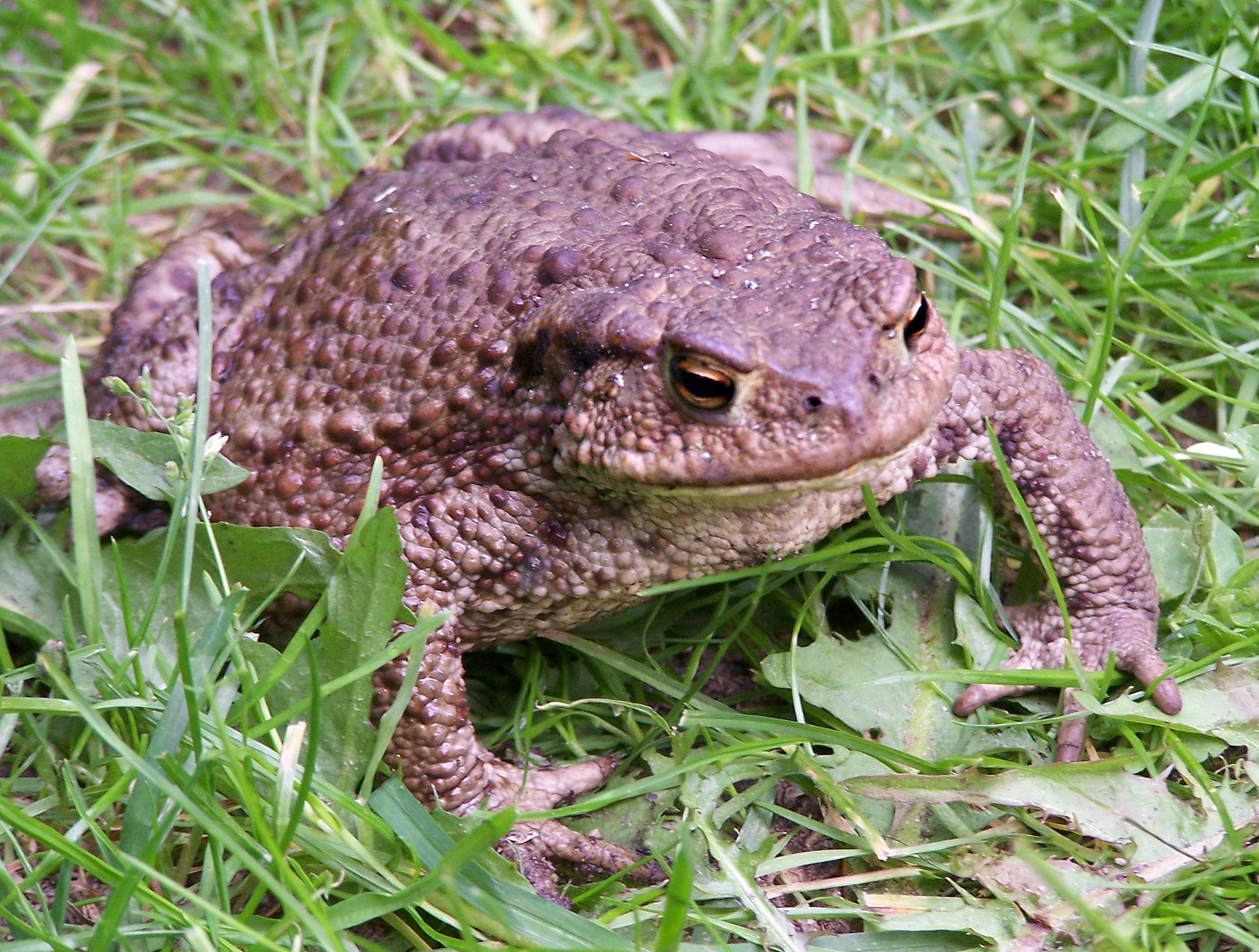
Ропуха звичайна

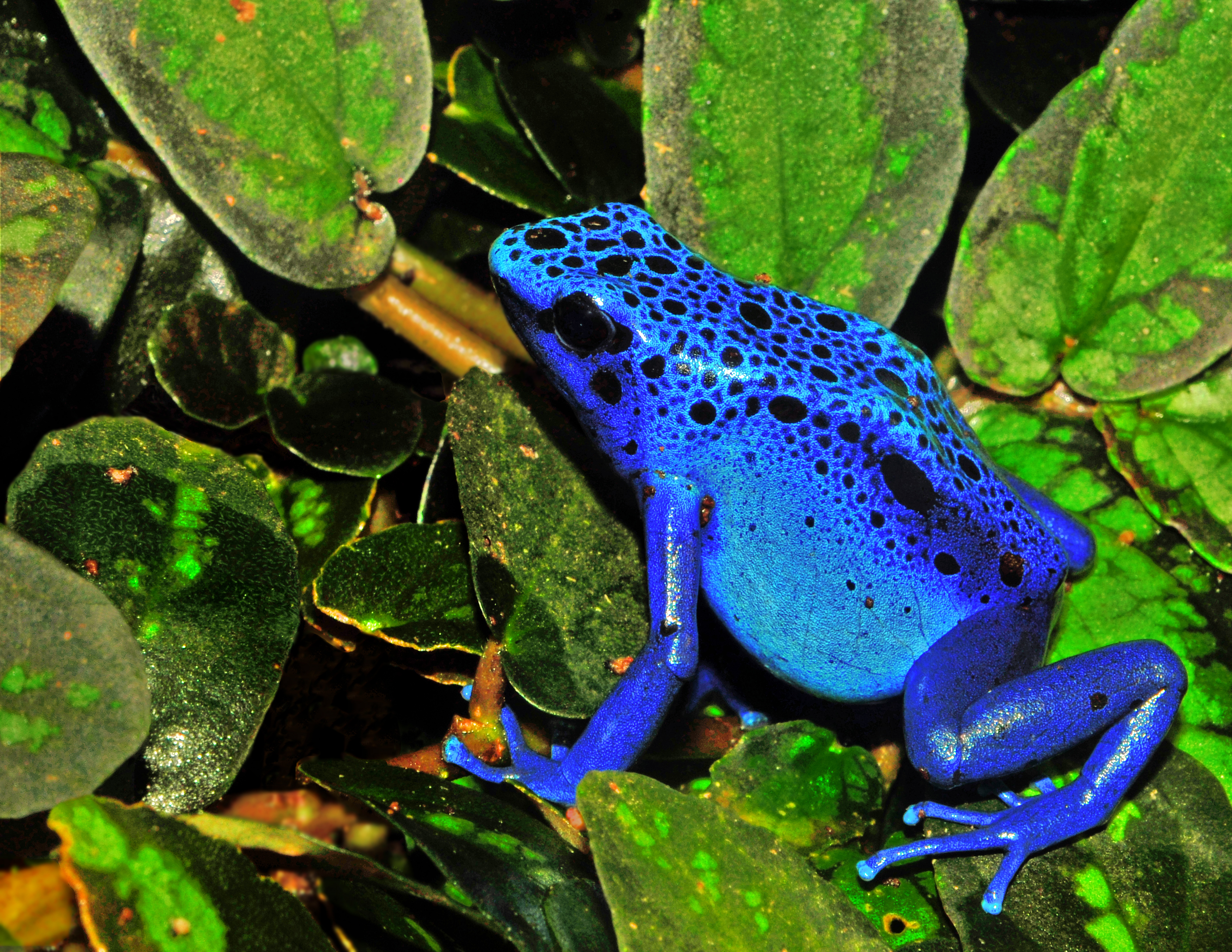
Дереволаз блакитний

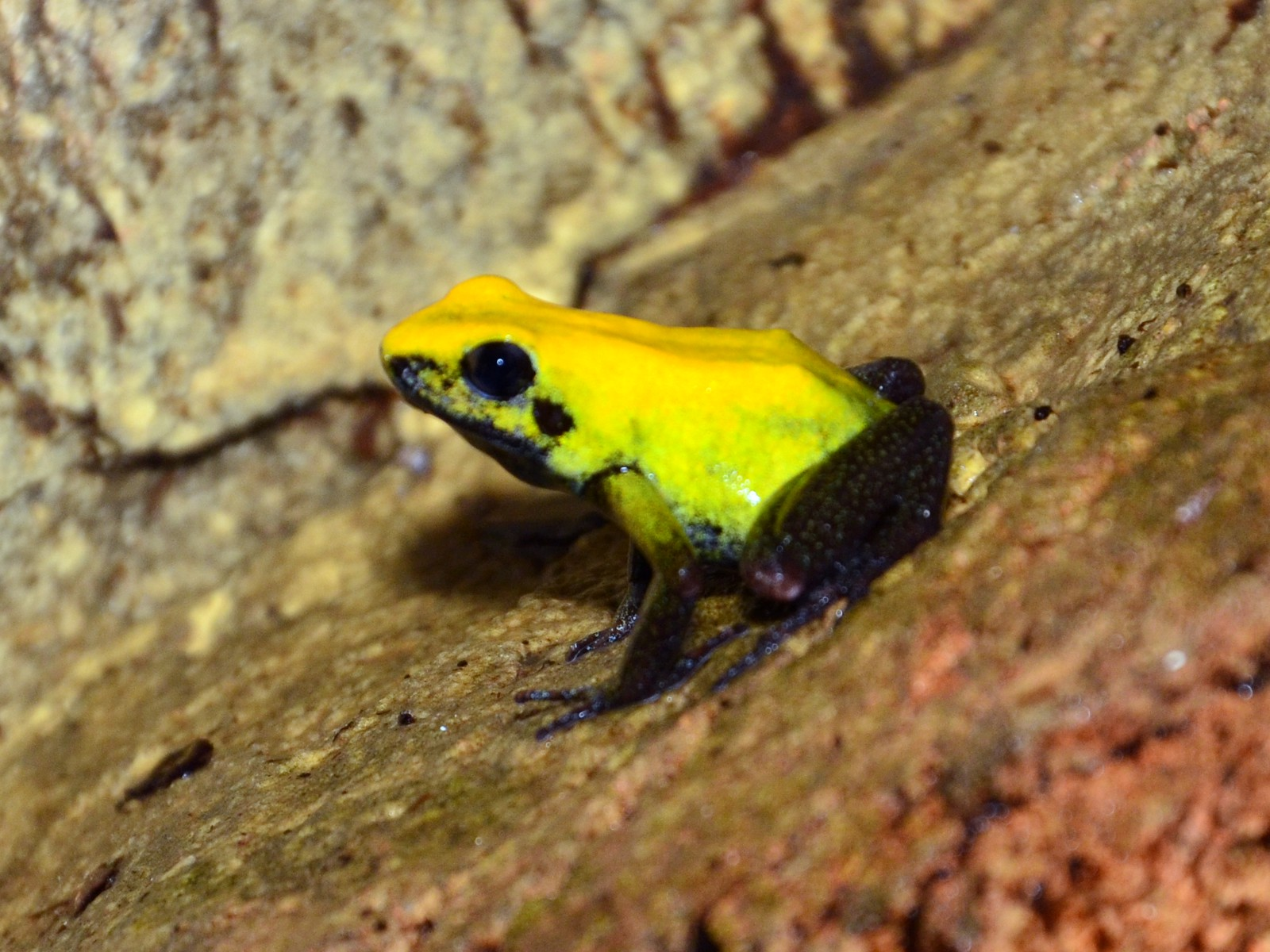
Листолаз двоколірний

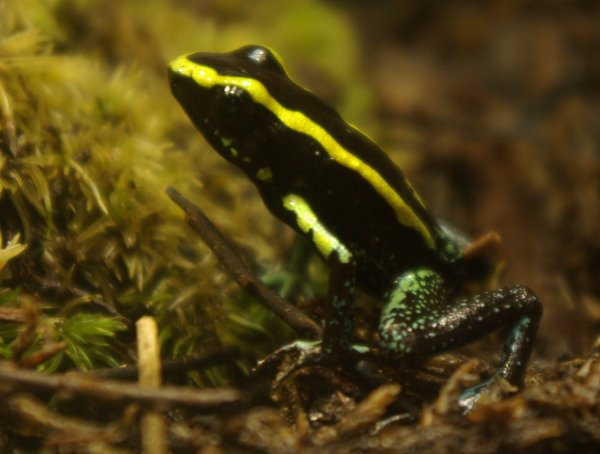
Phyllobates aurotaenia

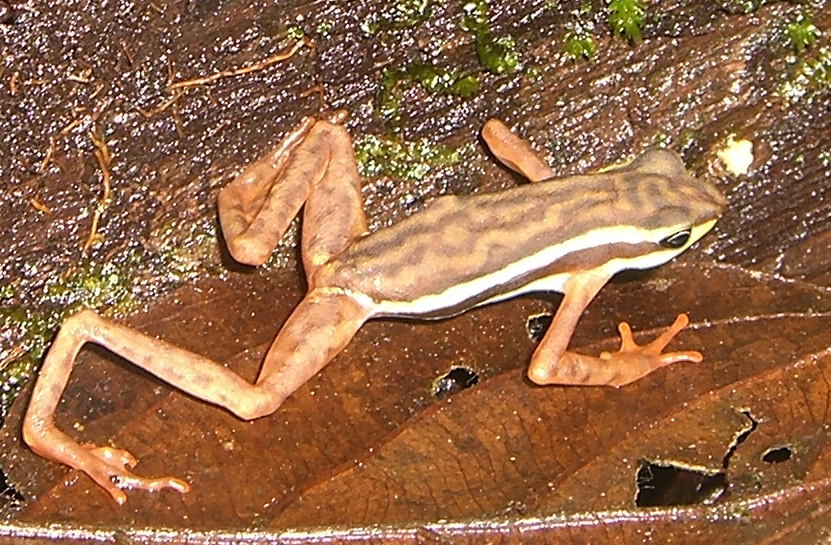
Atelopus gracilis

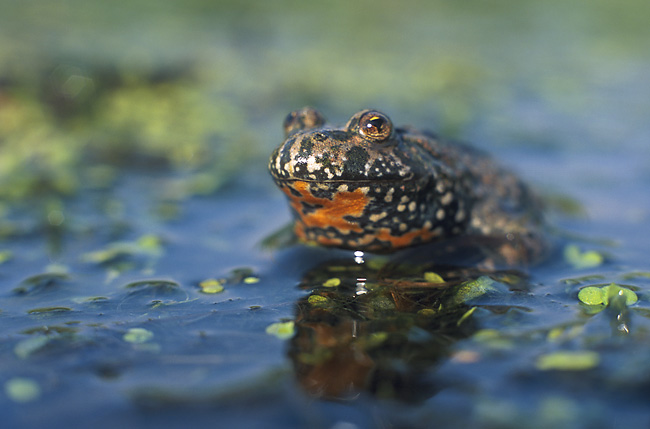
Кумка звичайна

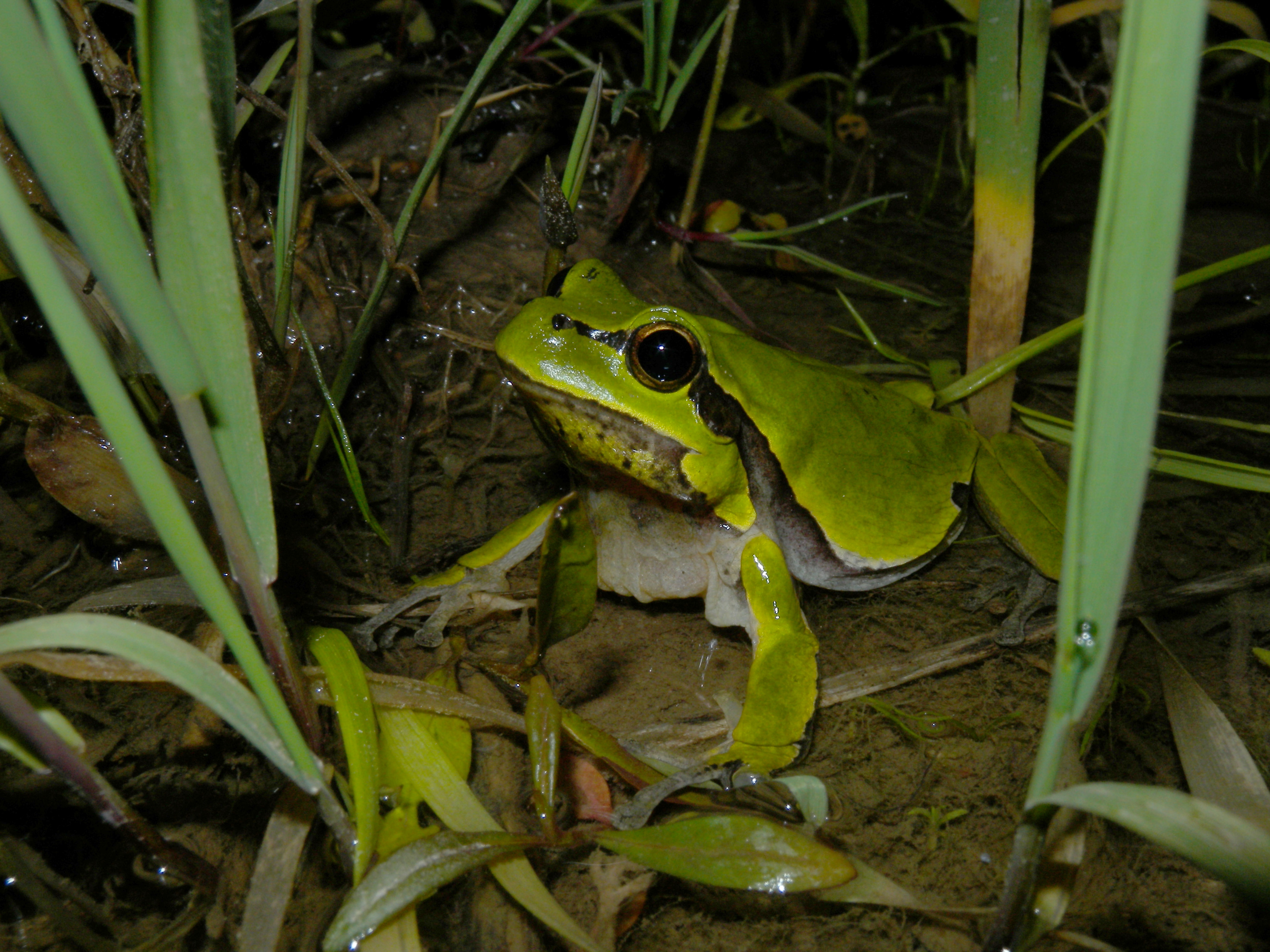
Райка деревна

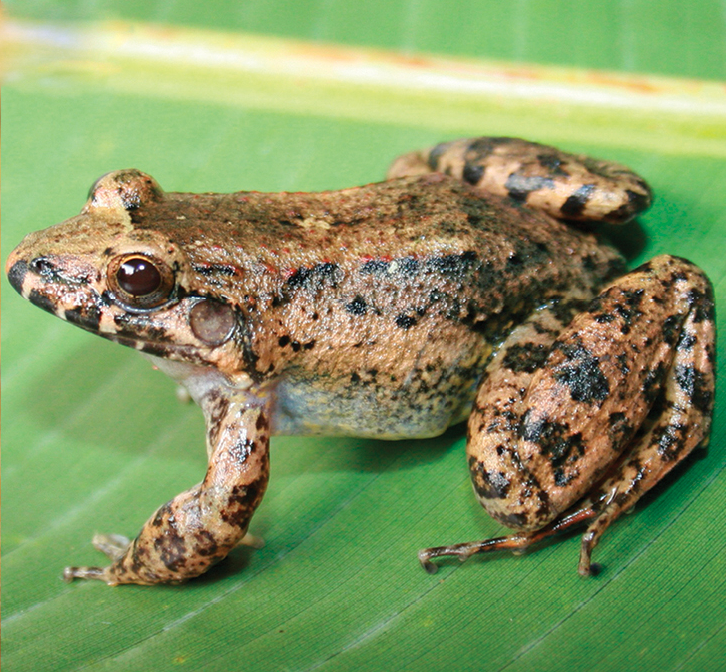
Leptodactylus colombiensis

Отруйні земноводні — представники класу земноводних (Amphibia), в організмах яких виробляються або містяться речовини, токсичні для інших живих організмів. Земноводних відносять до неозброєних активно-отруйних тварин. Отруту виробляють спеціалізовані шкірні залози земноводних.

## Отруйність земноводних як еволюційна адаптація
Земноводні (Amphibia) — клас хребетних, який нараховує близько 8700 видів, об'єднаних у 3 ряди: безногих (Apoda), хвостатих (Caudata) та безхвостих (Anura). Отруйні представники відомі в двох останніх рядах.
Земноводні належать до амфібіонтів, пов'язаних як з повітряно-наземним, так і водним середовищем. Не зважаючи на наявність легенів, значну роль в їх диханні відіграє газообмін через шкіру. Шкіра у земноводних гола, і це сприяє вільному газообміну в кровоносних судинах, які утворюють у ній щільну мережу. Для забезпечення газообміну шкіра земноводних постійно вкрита слизом, який виділяють численні шкірні залози. Окрім слизових залоз у шкірі є отруйні залози, секрет яких володіє токсичною дією і захищає шкіру земноводних від хвороботворних мікробів.
Вироблення подразнюючих та отруйних речовин є однією з найдавніших захисних функцій поверхні тіла (ектодерми) тварин. У результаті еволюції частина слизових залоз у земноводних перетворилась у спеціалізовані отруйні залози, у тому числі морфологічно відокремлені від шкіри надлопаткові (коловушні) залози — паротиди. 
Отруйність шкірних виділень земноводних виконує ще одну адаптивну функцію — захист від ворогів. Але їх отруйний апарат не має пристосувань для активного введення отрути в тіло ворога чи жертви, як отруйні колючки і шипи в риб або отруйні зуби в змій. Тому земноводних відносять до неозброєних активно-отруйних тварин. Вони активно виробляють секрет, в основному токсичні стероїдні алкалоїди, які не руйнуються в організмі жертви травними ферментами при потраплянні через рот. Секрет часто має неприємний смак і чинить значну подразнюючу дію на слизові оболонки жертви.   

## Отрута та отруйний апарат земноводних
Отрута земноводних володіє широким спектром біологічної активності — від високотоксичних сполук типу батрахотоксину до знеболювальних пептидів — дерморфінів. Ряд видів земноводних у цьому плані представляють значний інтерес для медицини, і тому ретельно вивчаються та  використовуються у фармацевтичній промисловості.
Серед хвостатих земноводних найбільш вивчена отрута деяких саламандр (Salamandridae). До цієї родини відносять близько 40 видів, поширених в Євразії, Північній Африці та Північній Америці. Представниками цієї родини у фауні України є апосематично забарвлена саламандра вогняна (Salamandra salamandra), у фауні Північної Америки — тритон каліфорнійський (Taricha torosa).
З представників безхвостих земноводних найбільш вивченими є отрута окремих видів родини ропухових (Bufonidae) та жаб родини дереволазових (Dendrobatidae). Отруйні залози ропух мають типову для всіх земноводних будову. Кожна паротидна залоза складається з 20—50 простих альвеолярних часток. Альвеоли мають свою вивідну протоку, що виходить на поверхню шкіри. Вона звичайно закрита пробкою з епітеліальних клітин. У кожній залозі в ропухи звичайної міститься до 70 мг отруйного секрету. Вважається, що секрет паротид чинить переважно токсичну дію. При надавлюванні на залозу секрет виштовхує епітеліальну пробку і потрапляє до рота і глотки хижака, у результаті чого може настати загальне отруєння. Секрет так званих малих отруйних залоз, розкиданих по поверхні шкіри, відіграє роль відлякуючого засобу.  
Увагу вчених давно привертає високотоксична отрута поширених у Центральній і Південній Америці представників родини дереволазових (Dendrobatidae): дереволазів (Dentrobates), листолазів (Phyllobates), ателоп (Atelopus).

### Отрута хвостатих
Активним началом отрути саламандр є алкалоїд самандарин. Крім алкалоїдів в отруті саламандр містяться серотонін та гемолітичні білки. Одна саламандра може виробляти до 12 мг отруйного секрету. Летальна доза самандарина становить (у мг/кг) для жаби 19, миші — 3,4, кролика — 1. При отруєнні в лабораторних тварин спостерігаються порушення рефлексів, уповільнення дихання, серцева аритмія, характерні епілептичні судороги, які через кілька годин закінчуються паралічем. Дещо подібні симптоми спостерігаються також при отруєнні токсичним секретом безлегеневих саламандр (Plethodontidae) та тритона каліфорнійського (Taricha torosa). 

### Отрута безхвостих
Основними компонентами отрути безхвостих є біогенні аміни та їх деривати, фізіологічно активні пептиди (брадикінини, тахикінини, опіоїдні пептиди), гемолітичні білки, нейротоксичні алкалоїди та кардіотопні стероїди.
У отруйних безхвостих спостерігається кореляція між яскравістю апосематичного забарвлення тіла і токсичністю секрету отруйних залоз. Так, неотруйні тропічні листолази роду Colostethus відрізняються монотонним забарвленням, між тим, як їх найближчі отруйні родичі з роду листолазів (Phyllobates) яскраво забарвлені. Безхвості, які ведуть в основному наземний спосіб життя, як правило, виробляють у шкірних залозах більше токсичного серотоніну, ніж їх родичі, що постійно мешкають у воді. У ропух взагалі сформувались паротиди, які вприскують отруйний секрет до рота хижака при надавлюванні, що, безумовно, підвищує шанси на виживання. Крім того, їх паротиди додатково виробляють фізіологічно активні речовини, зокрема кардіотонічні буфодієноліди, 5-гидроксііндольні сполуки та адреналін. Пекучий секрет добре захищає від хижаків яскраво забарвлених європейських кумок. Тропічні змії підродини Rhadinaea з цієї ж причини миттєво відмовляються від вживання в їжу дереволазів.
Біогенні аміни представлені серотоніном та його N-метильними дериватами: N-метилсеротоніном, буфотенином та буфотенидином. Вони знайдені у квакш роду Hyla, свистунів роду Leptodactylus, ропух роду Bufo, жаб роду Rana, а також у представників родів Rhinoderma, Odontophrynus, Discoglossus, Bombina, Xenopus, Pleurodema та ін. 
Фізіологічно активні пептиди знайдені в багатьох видів безхвостих, у тому числі в Physalaemus araxa, Physalaemus fuscomacuiatus, Physalaemus centralis, Physalaemus slaui, Phyllomedusa rohdei,  Phyllomedusa sauvagei, Uperoleia rugosa, Uperoleia marmorata, Scinax ruber, Bombina bombina, Bombina variegata та ін. Вони представлені трьома групами сполук: брадикінинами, тахикінинами та опіоїдними пептидами.
Нейротоксичний алкалоїд батрахотоксин вперше був виділений із шкірних залоз неотропічної жаби Phyllobates aurotaenia, пізніше також ще в 4-х видів цього роду. Він володіє сильною кардіотоксичною дією, і швидко призводить до зупинки серця і смерті. Ряд інших нейротоксинів різного ступеня токсичності виявлено також у Dendrobates histrionicus, Oophaga pumilio, Dendrobates auratus, Dendrobates bombetes, Atelopus varius, Atelopus chiriquiensis. 
До комплексного отруйного секрету ропух входить також ряд кардіотонічних сполук, у тому числі буфотеніни, буфогенини і буфотоксини, які викликають різного ступеню брадикардію, підвищення артеріального тиску, тонічні судоми, параліч кінцівок, порушення дихання та кровообігу.

## Отруйні земноводні України
У фауні України отруйні земноводні представлені 1 видом хвостатих і 9 видами безхвостих (2 види кумок, 2 види часничниць, 3 види ропух і 2 види райок):
- саламандра плямиста (Salamandra salamandra);
- кумка звичайна (Bombina bombina);
- кумка жовточерева (Bombina variegata);
- часничниця звичайна (Pelobates fuscus);
- часничниця Палласа(інші мови) (Pelobates vespertinus);
- ропуха звичайна (Bufo bufo);
- ропуха очеретяна (Bufo calamita);
- ропуха зелена (Bufo viridis);
- райка деревна (Hyla arborea);
- райка східна(інші мови) (Hyla orientalis).